# Jüdischer Friedhof (Heidelberg, Bergfriedhof)

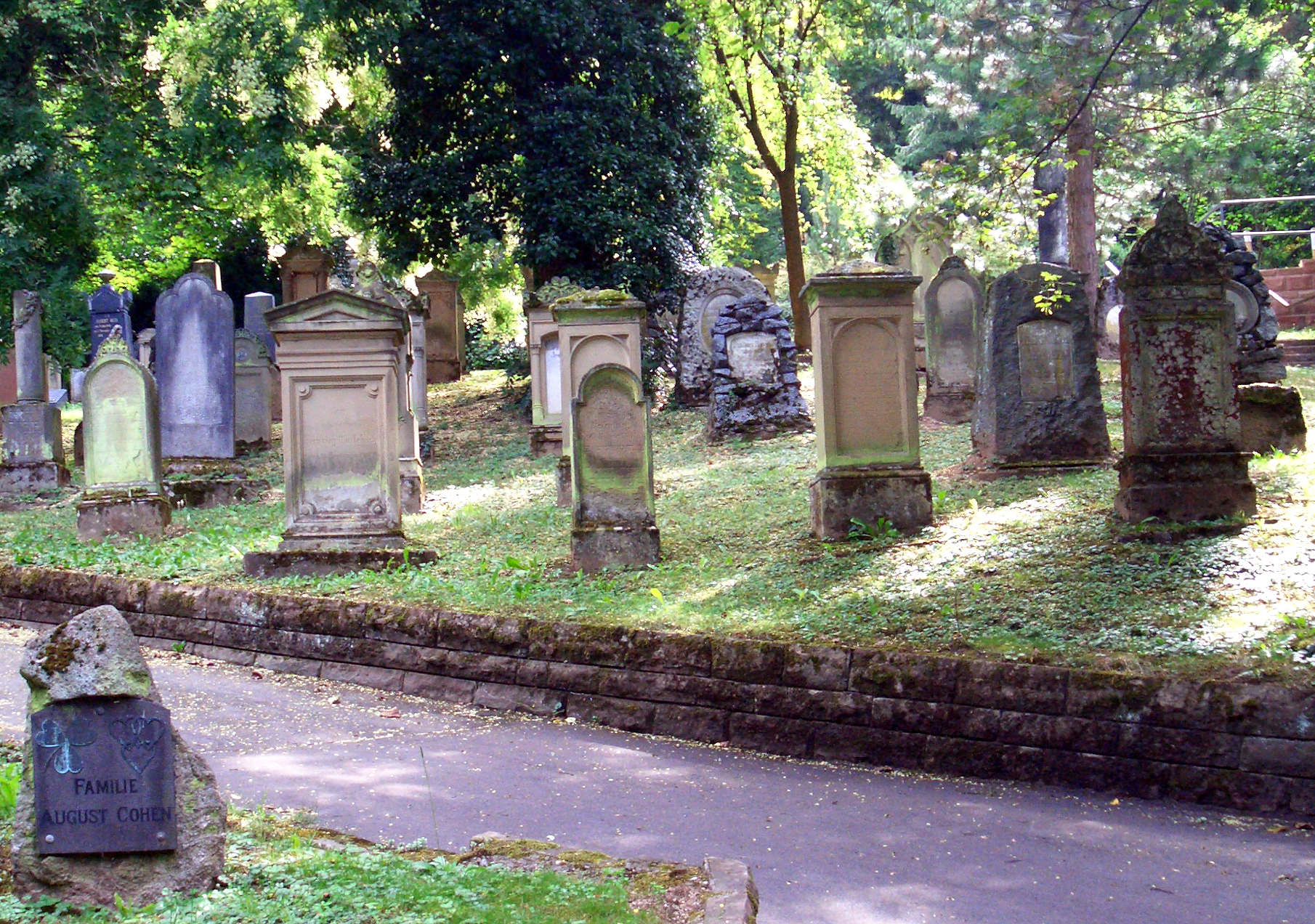
Jüdischer Friedhof Heidelberg, Bergfriedhof (August 2006)

Der jüdische Friedhof Heidelberg (Bergfriedhof) liegt in der Großstadt Heidelberg in Baden-Württemberg. Der jüdische Friedhof befindet sich im südöstlichen Areal des Bergfriedhofs an der B 3  (= Rohrbacher Straße) im Nordosten der Südstadt. Im Jahr 1986 waren auf dem Friedhof, der seit 1870 bis heute belegt wird, 729 Grabsteine dokumentiert.